# Дисульфид селена
Дисульфид селена — бинарное неорганическое соединение селена и серы с формулой SeS2. Имеет желтовато-красный цвет. Не растворяется в воде. Получается действием сероводорода на раствор селенистой кислоты.
Применяется в качестве противогрибкового компонента шампуней против перхоти, себорейного дерматита, вызванного дрожжеподобными грибками рода Malassezia.